# 泰坦尼克号残骸
泰坦尼克号远洋班轮残骸位于纽芬兰东南偏南约600公里（370英里）处，水深约3.81千米（2.37英里）。残骸断成两段，相距约600米。船首保存相对完好，尽管于沉没时撞击海床，且经过了多年腐蚀，但很多内饰依然保存至今。相比之下，船尾部分则已经完全毁坏。成百上千的残骸碎片分布在周围。遇难者的遗体理应分布在这一区域，但是现在已经被海洋生物分解。
泰坦尼克号于1912年首次航行就与冰山相撞并且沉没。沉船的残骸直到1985年才被发现。许多探险者于此前尝试使用声纳扫描海床，以期可以找到它的位置，但都未能成。沉船最终被美法联合探险队发现。其残骸自发现以来便饱受关注，经历了无数次探索，其中包括一些具有争议的打捞行动。如今数千件物品已完成打捞及展出。
在泰坦尼克号沉没之后的许多年裡，很多人提出了许多难以实施、代价昂贵且通常并不可行的打捞计划，包括向残骸內填乒乓球，注射180,000吨的凡士林，或使用五十万吨的液態氮把残骸冻成冰山，使其漂浮回到水面，但由于其残骸过于脆弱而无法打捞。现其受到教科文组织公约保护。

## 打捞泰坦尼克号
泰坦尼克号于1912年4月15日沉没，尽管它沉没的确切位置在当时并不确定，但是仍然有人提出要立刻打捞。一些在海难中损失了家庭成员的富裕家族（包括古根海姆、阿斯特、怀德纳家族）一起雇佣了打捞公司来打捞泰坦尼克号。但因为潜水员无法应付接近6,000磅力每平方英寸（41,000千帕斯卡）的压力而无法到达足够的深度，很快就放棄了这个计划。当时潜艇技术的匮乏以及第一次世界大战的爆发也搁置了这个项目。打捞公司曾经考虑把炸药沉到残骸里，以此来把尸体震出沉船，使其浮到海面；但因为一些海洋学家認為巨大的压力差会让尸体變成凝胶而放弃了计划。（事实上这是不正确的。1987年才发现的鲸落现象证明，像這種充满水的尸体可以沉到水底，并基本上保持完好无损。海底的高压力和低温会阻止在分解过程中形成气体，防止泰坦尼克号遇难者的遗体回到水面。）
在之后许多年中，各界提出眾多搜寻泰坦尼克号的提议。然而，由于技术限制、资金缺乏，很多时候也因对沉船处的物理状况了解不足，最终无一不以失败而告终。1914年3月，一位来自于丹佛的建筑师查尔斯·史密斯（英語：Charles Smith）建议，将一艘潜水艇与一块可以轻易被沉船钢製船体吸引的电磁铁连接，发现了沉船的确切位置后，再从一个驳船平台上放下更多电磁铁，从而将泰坦尼克号吊起至水面。其花费大约150万美元（约合今35,451,827英镑），且十分不切实际，所以无法付诸于实践。而另外有一项提议内容则为使用电磁铁将气球吸附在泰坦尼克号的船体上，如果被吸引的气球数量足够，船体会慢慢地漂浮到水面。同样，該主意也只是停留在紙上談兵的階段。

### 20世纪60至70年代的搜寻计划
在20世纪60年代中期， 一位来自英國鲍尔多克的制袜工道格拉斯·伍利（ 英語： Douglas Woolley）提出了一项计划，先通过深海探测器（就像曾于1960年用来到达马里亚纳海沟底部的里雅斯特深海探测器）搜索泰坦尼克号，再给能连接在船体上的尼龙气球充气，从而使沉船浮起到水面。他声称其目的是「将沉船运送至利物浦，并改造成一座漂浮博物馆」， 并成立了泰坦尼克号打捞公司（The Titanic Salvage Company）来管理这项计划，一群来自西柏林的商人则成立了「鐵達尼號寶庫」（Titanic–Tresor）来提供资金支持。 然而，他的支持者们发现，给气球充气这一问题就无法解决，于是他们分崩离析。计算表明，克服水压并产生足够的气体需要十年的时间。
在20世纪70年代，有许多大胆但却同样不切实际的计划推出。一项计划是将180,000吨熔融蜡（或者凡士林）倾倒入泰坦尼克号中，来使其升至海面。 另外一项计划则是以乒乓球填充泰坦尼克号，但是这样做忽视了一个事实，即这些球远未达到沉船的深度就会被水压挤得粉碎。另一种相似的方法则是使用一种可以承受如此水压的Benthos玻璃微珠，但是足够数量的玻璃微珠花费将高达2.38亿美元，故而放弃了。一位来自英國沃爾索爾的失业运输承包商亚瑟·希基（ ）则提出将泰坦尼克号冻在冰山中，先将沉船周围的海水冷冻起来，从而将船体包裹在浮冰中，由于其密度比液态水小，它就可以漂浮到海面上，再拖到海岸。但根据英国氧气集团（The BOC Group）的计算，这样做需要向海床中倾倒50万吨的液氮。在克莱夫·卡斯勒（Clive Cussler）1976年发表的惊悚小说《鐵達尼郵船重見天日》（或译《拯救泰坦尼克号》）中，德克皮特（Dirk Pitt）在修复了泰坦尼克号船体上的大洞后，向其中灌满了压缩空气，成功地使其“像现代潜艇一样从海中跳了出来”，这幕景象在后来的的同名电影海报中得以描绘。然而这只是使用55英尺（17米）大的泰坦尼克号模型，在电影中营造的一个艺术上的亮点，实际并不可行。当这部作品成书之时，人们还认为，泰坦尼克号是完整地沉下去的。
伍兹霍尔海洋研究所的罗伯·巴拉德一直对寻找泰坦尼克号充满兴趣。尽管早期与可能支持者进行的谈判未能成功，但是更多富有同情心的支持者加入到巴拉德的队伍中，并成立海音国际有限公司（Seasonics International Ltd.）以搜寻和探索泰坦尼克号。1977年10月，在美国铝业公司的深海搜救船海探號（Seaprobe）的協助下，他第一次尝试搜寻船只。这艘船实际上是一艘钻探管道末端附有声呐装置和摄像机的钻探船，它可以凭借一只遥控机械臂使物体自海床升起。在向海底送下了3,000英尺（910）深的管道和价值600,000美元的电子设备之后，钻探管道破裂，这次探索以失败而告终。
1978年，华特迪士尼公司与《国家地理》杂志曾考虑成立一个联合探险队，使用铝合金潜艇鋁船号（Aluminaut）来寻找泰坦尼克号，但是该计划却因资金问题而被放弃。
第二年，在潜水员与水下拍摄专家的参与下，英国亿万富翁，金融家与大亨詹姆斯·戈德史密斯（ 英語： James Goldsmith）先生成立了海航与泰坦尼克号搜救有限公司（Seawise & Titanic Salvage Ltd.）。他的目的是通过对寻找泰坦尼克号的宣传，来推广他新创办的杂志《NOW！》。1980年，一项前往北冰洋的搜索计划被提上日程，但却由于资金困难而取消。一年后，戈德史密斯受到多件事情牵连，杂志《NOW！》遭到搁置，他蒙受了巨大损失。
一位来自于佛罗里达州科勒尔盖布尔斯的电器维修工弗兰德·科勒（英語：Fred Koehler）出售了他的电器商店，来为一艘双人深海潜水艇 Seacopter号的完成筹集资金。他计划潜入泰坦尼克号中，进入船舱并寻找传说在保險箱中的钻石。然而，他未能给自己计划的探险寻求到资金支持。另一项计划则是在半潜式平台安装起重机，并固定在两个水密超大油轮上 ，这样可以用绞盘使沉船离开海底，并把它载至海岸。援引一位支持者的话说：“只要有充足的时间，资金与人力，你可以做到任何事，例如中国的万里长城。”但是时间，资金，人力并非唾手可得，这项提议也并未较先前那些更进一步。

### 傑克·格里姆的探险 , 1980–1983年
1980年7月17日，一项由美國德克萨斯州石油工人杰克·格里姆（ 英語：Jack Grimm）赞助的探险，自佛罗里达州埃弗格雷斯港的“H.J.W. Fay”号科考船上出发。格林在先前赞助了寻找诺亚方舟，尼斯湖水怪，大腳怪，以及在伪科学空心地球假说中预言的北极大洞的探险行动。
他通过向拉蒙特-多爾蒂地球觀測所捐献$330,000供其购买宽扫描声呐，来向哥伦比亚大学寻求科学支持，作为五年期限器材使用及技术人员支持的交换条件。而哥伦比亚大学的威廉·B·莱恩博士（William B. Ryan）及加利福尼亚州斯克里普斯海洋学研究所的弗莱德·斯匹斯博士（Fred Spiess）则作为顾问加入到探险中。格里姆还向他们介绍了一位新的顾问——一只叫做“泰坦”的猴子，受訓用地图找点以推测泰坦尼克号位置。两位博士因此差点留在岸上。他们发出了最后通牒：“我们和这只猴子只能留下一个。”格里姆虽然更偏向于猴子，但还是接受将其留下而与科学家们一起前往。
不幸的是，1980年七八月份持续的恶劣天气，使得对泰坦尼克号进行的三周的调查最终毫无结果。技术限制又加重了这个问题。此次远征使用的Sea MARC声纳分辨率相对较低，并且是未经测试的崭新器材。部署了仅仅36小时后，它就在一次急转中因尾线被扯断而差点丢失，对于搜寻泰坦尼克号船体至关重要的磁强计亦告损坏。虽然如此，它也搜索了500平方海里的海域，并辨识出了14个可能的目标。
1981年6月格里姆偕同斯匹斯及莱恩登上Gvre号科考船，发起了第二次探险。为了增加他们发现泰坦尼克号残骸的机会，小队雇用了一件能力更强的声纳设施Scripps Deep Tow号。虽然这次天气同样恶劣，但是14个目标全部成功探查。结果发现都只是自然特征。在探险的第二天，一个看起来像是螺旋桨的物件被发现。于是格里姆在返回波士顿后宣称泰坦尼克号已被发现，但是两位科学家拒绝对其进行认可。
1983年7月，格里姆和莱恩第三次登上科考船Robert D. Conrad号，再次前往察看那只螺旋桨。但这次什么都没有发现，极端恶劣的天气也使探险早早告终。后来显示， Sea MARC 经过了泰坦尼克号，却没有发现它，而Deep Tow号则在距残骸1.5英里（2.4）处与其擦肩而过。

## 发现泰坦尼克号
D·迈克尔·哈里斯（D. Michael Harris）和杰克·格林都未能成功找到泰坦尼克号，但是他们的探险队成功对船只沉没地区的进行了极为详尽的测绘。显而易见的是，泰坦尼克号于求救信号中给出的位置并不准确，这成为探险的主要困难之一，因为其使得本来就不小的搜救区域进一步扩大。尽管罗伯·巴拉德于1977年的探险以失败而告终，但他并未放弃希望，并设计了新的技术以及搜寻策略来解决问题。这项新技术是一个名为亞果／傑森（Argo / Jason）的系统。 它由拖在船後方、并搭载声纳及摄像机的亞果遥控深潜器，以及系在其上的傑森机器人组成，该机器人可以在海底漫游，近距离采集图像及样品。来自系统的图像传回拖船上的控制室，使得他们可以即时接收。尽管该系统设计作為科学之用，但它在军事应用上也起到重要作用，美国海军同意赞助该系统的研发，但条件是将其用于为海军执行大量老旧的程序。
美军委托巴拉德和他的团队每年执行持续一个月的探险，为期四年，来使亞果／傑森系统保持良好的工作状态。  并同意了巴拉德的计划，在海军任务完成之后，可以使用它一段时间来搜索泰坦尼克号，该搜索也为测试亞果／傑森提供了一个理想的机会。1984年，美國海军派遣巴拉德及Argo前往测绘于北冰洋9,800英尺（3,000）深处失踪的长尾鲨号及蝎子号核潜艇的残骸。这次探险在发现潜艇之余，还取得了一个重大发现。在长尾鲨号和蝎子号沉没后，碎片飘洒到了广阔的海底，并随水流分离开来，较小的碎片漂到远离沉船点的地方。这片“碎片地带”远比残骸本身广阔。透过追随这些像彗星一样散落的碎片，就可以找得到主要的残骸。
1985年，第二次测绘蝎子号的远征成行。在探险之末只余下12天来搜寻泰坦尼克号。鉴于哈里斯与格林努力了40多天仍未能成功，巴拉德决定寻求更多協助。他联系了先前曾与伍兹霍尔合作的法国国家海洋机构，IFREMER。该机构恰好研制了出SAR号高分辨率旁侧扫描声纳，并同意派遣科考船“Le Suroît”西南風号前往，以调查据信为泰坦尼克号所在的海床。其想法是由法国人使用声纳搜索目标，之后再由美国人使用亞果检视目标，以期证实那里是否真的是残骸。自1985年6月5日至8月12日，法国探险队花费了五周时间在150-平方英里（390-平方）的目标海域内来回航行，以检视海底的碎片。他们曾在距泰坦尼克号几百码的地方通过，不过当时没有发现残骸。
巴拉德意识到使用声纳寻找残骸难以成功，便采用了新的策略，他借鉴调查蝎子号与长尾鲨号的经验，改为搜索碎片地带。他使用了Argo的摄像机而非声纳，因为声纳无法分辨人造碎片与天然物体，摄像机却可以。但是以碎片地带作为目标也将使得搜索范围远远增大，扩展至1英里(1.6 km)甚至更远，而泰坦尼克号船体只有90英尺（27）宽。 这次搜索要求亞果在海床上方24小时来回拖动，科考船“Knorr”上的观察人员轮班观察摄像机的图片，寻找任何残骸的迹象。在一星期毫无结果的搜寻之后，1985年9月1日，星期日上午12时48分，一些碎片映在Knorr的屏幕上，並辨认出碎片之一是部件锅炉，和1911年鐵達尼號鍋爐房的图片完全相同。第二天，發現残骸主体。亞果发回了泰坦尼克号自沉没73年以來的第一幅图像。该发现登上了全世界的头条。

### 后续探险

#### 1986–1998年

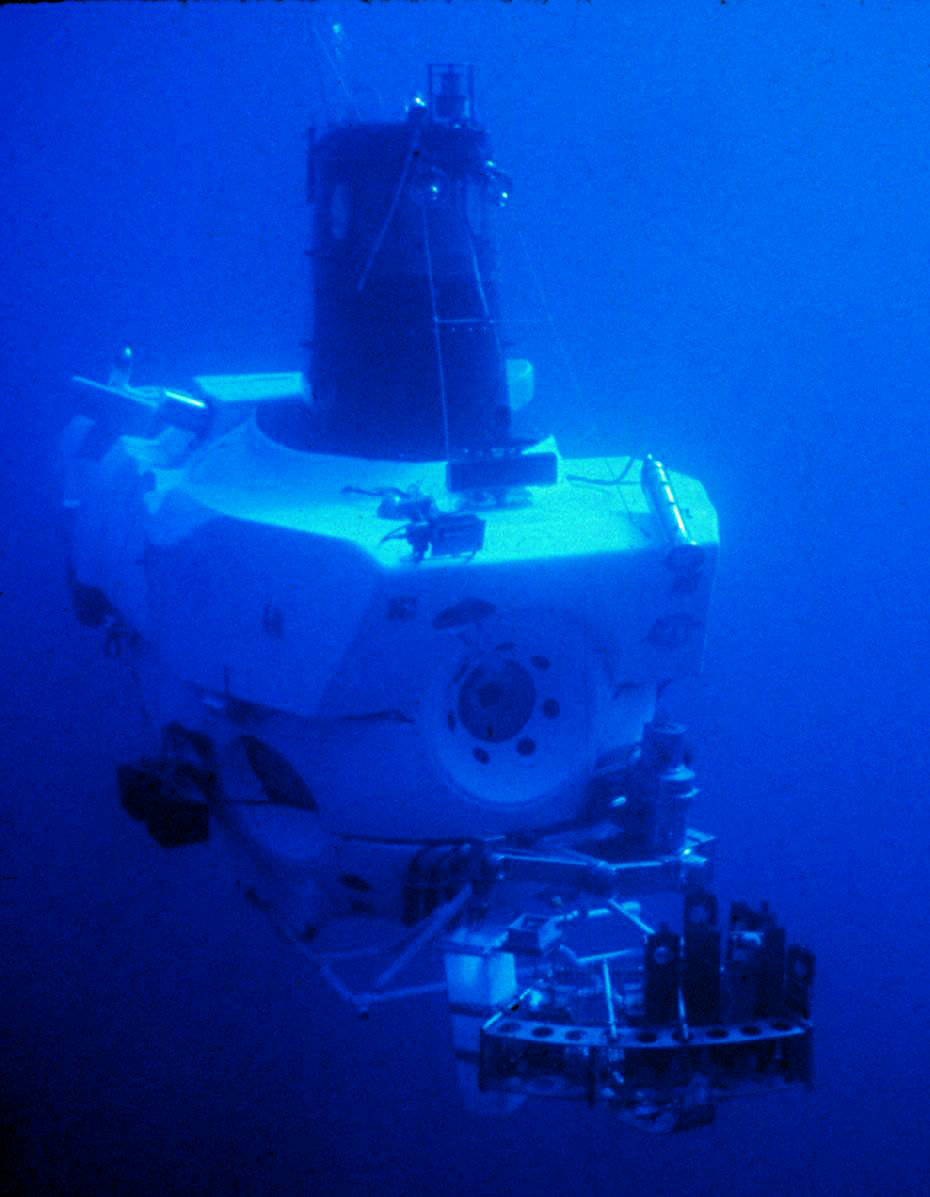
深潜器“阿尔文”号, 曾于1986年第一次载人探索“泰坦尼克号”残骸

在发现泰坦尼克号残骸位置后，巴拉德于1986年6月登上亚特兰蒂斯II号研究船，返回到了泰坦尼克号。自泰坦尼克号沉没后，现在人们第一次可以搭乘阿尔文号深潜器回到泰坦尼克号，遥控潜水器小杰森号使得探险者们能够探测残骸内部。而另外一个系统，ANGUS則用来对碎片地带进行拍照调研。小杰森号走下被毁的主楼梯，一直到达了B层甲板，并拍摄了保存完好的内部装饰，包括一些仍挂在天花板上的枝形吊灯。
1987年6月25日至9月10日间，IFREMER及一个包括乔治·塔洛克，G·迈克尔·哈里斯， D·迈克尔·哈里斯以及拉尔夫·怀特等美国投资者在内的财团发起了一项探险活动，使用鹦鹉螺号潜水器进行了32次下潜。而颇具争议的是，他们打捞并带走了超过1,800件物品。美俄加于1987年使用研究船克尔德什院士号及其附带的两艘和平号潜艇进行了联合探险。 在史蒂芬·洛，IMAX、CBS、《国家地理》杂志及其他人等赞助下，这支由130位科学家及工程师组成的队伍在这次探险中进行了广泛的研究。MIR 进行了17次下潜，在海底时间逾140小时，在40,000英尺（12,000）深处拍摄了IMAX影片。这些素材后于1995年用於纪录片《鐵達尼號 (1992年電影)》中，随后由伦纳德·尼莫伊讲述的重制版在美国以DVD形式发行。
IFREMER和皇家邮轮泰坦尼克号有限公司作为1987年探险活动赞助商的继任者，1993年6月随着鹦鹉螺号与深潜器罗宾号返回到残骸处。在15天的时间里，鹦鹉螺号的潜水活动持续了8到12个小时。在探险过程中，另有800件物品被发现，包括一个2吨重的往复式发动机一个救生艇吊艇柱以及一个来自于前烟囱的汽笛。
在1993年、1994年、1996年、1998和2000年，皇家邮轮泰坦尼克号有限公司进行了一系列下潜，仅在前两次探险中就有超过4,000件物品被发现。1996年的探险争议性地试图打捞泰坦尼克的一截船身，其是外部船体的一部分，包括原来C層上两个头等舱的部分墙壁，并一直延伸到D層。总重20吨，尺寸为15乘25英尺（4.6乘7.6），含四个舷窗，其中有三个玻璃仍在。这一段船体或因沉没或因受到海床的冲击而松动。这次打捞行动中使用了由柴油填充的漂浮包，并在一定程度上变成了一种娱乐活动，有两艘游船陪着探险队前往残骸地点。乘客们得以以5000美元每人的价格，来获得在船舱内的电视屏幕上观看打捞的机会，同时享受着豪华住宿、拉斯维加斯风格表演以及船上的赌场豪博。许多名人被邀请来活跃气氛，包括布特·雷诺茨、黛比·雷诺斯以及巴兹·奥尔德林，並在岸上对贵宾安排了“盛大接待”，船体将在那展示。然而，恶劣的天气导致支撑这些袋子的绳子断裂，打捞就此灾难性地结束。在绳子断裂之时，这截船体已经被抬升至距海面仅仅不到200英尺（61）的位置。它向下俯冲了12,000英尺（3,700），嵌入到海底。尽管这一尝试作为一种赚钱的宣传噱头，遭到了海洋考古学家、科学家和历史学家的强烈批评，但他们在1998年成功地进行了第二次尝试，打捞起了这段船体。这一所谓的“大塊頭”在新墨西哥州圣菲的一个实验室里保存了两年，然后在拉斯维加斯的盧克索酒店和赌场展出。
1995年，加拿大导演詹姆斯·卡麥隆租下了克尔德什院士号和和平号，对泰坦尼克号进行了12次下潜。所拍摄的镜头也成為其1997年轰动性的电影《泰坦尼克号》中的重要元素。在1985年残骸的发现，以及国家地理关于巴拉德1986年探险纪录片的启发下，卡麥隆于1987年写了一个大纲，并最终成为了电影《泰坦尼克号》:“将现今潜水器拍摄的镜头与幸存者的记忆交织在一起，来构造故事，重现沉船之夜的场景。展现了对处于压力之下人类价值观的考验。”卡梅隆的探险队并未从船上打捞任何东西。

#### 2000年至今

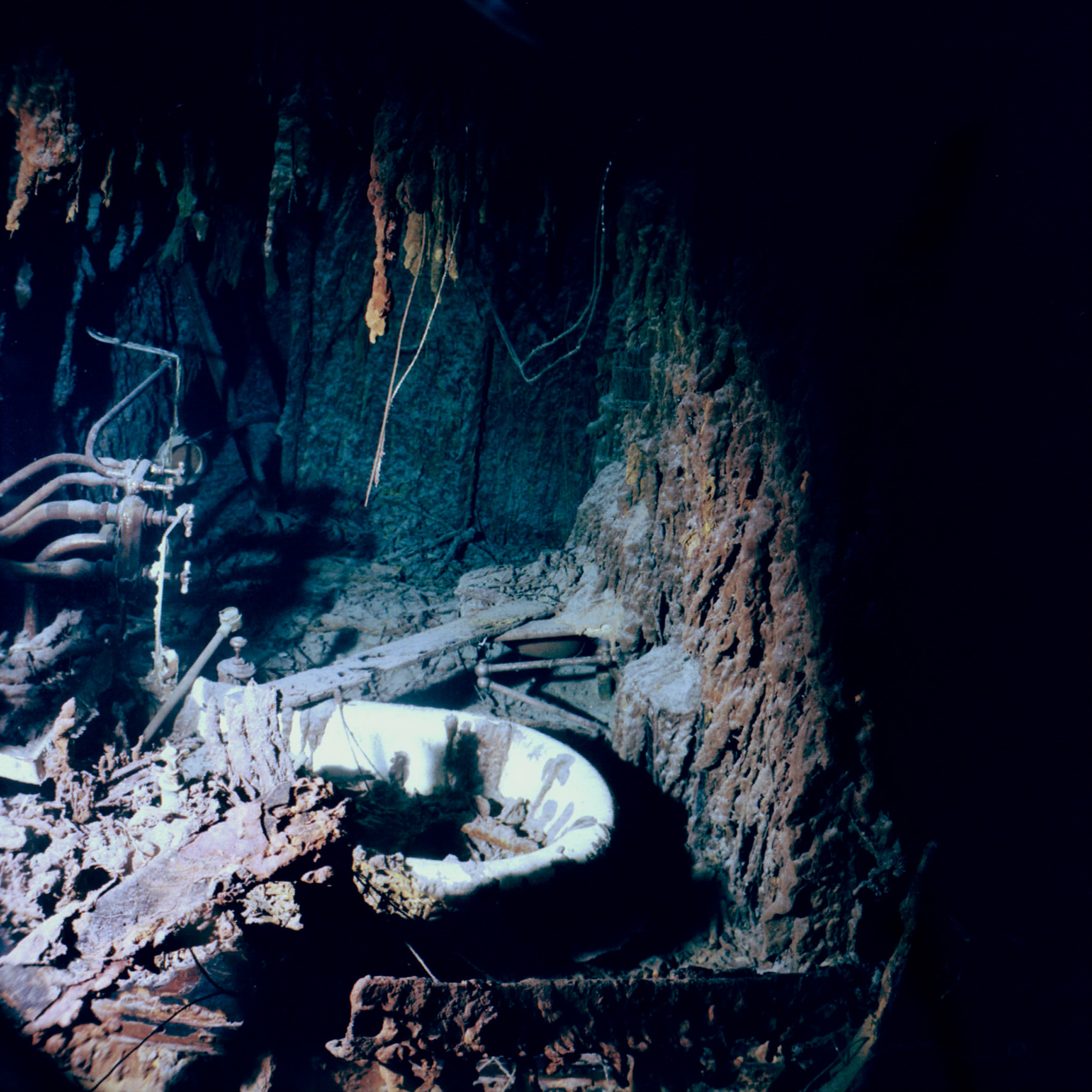
爱德华·史密斯船长的浴室,部分已坍塌，浴缸现已斑斑驳驳。

2000年，皇家邮轮泰坦尼克号有限公司进行的探险活动实施了28次下潜，发现了超过800件物品，包括船上的引擎电报，香水瓶以及水密门齿轮。2001年，美国夫妇大卫·雷波维茨和金伯利·米勒刻意模仿詹姆斯·卡梅隆1997年拍摄电影中的著名场景，登上曾经到达过泰坦尼克号船首的潜水器结婚，引发人们的争议。这场婚礼本质上是一个宣传噱头，其由英国公司「海下探索」（SubSea Explorer）赞助，莱博维茨赢得了该公司提供的一次免费下潜到泰坦尼克号的机会。他被告知其未婚妻也可以一起前来——但前提是她得同意在旅途中结婚。这家公司还带来了菲利普·利特尔约翰，他是泰坦尼克号上幸存船员的孙子，他成为泰坦尼克号乘员亲属中第一个去参观沉船的人。卡梅隆也于2001年返回到泰坦尼克号来拍摄华特迪士尼影片的3D電影，深渊幽灵。
在2003年与2004年，美国国家海洋和大气管理局对泰坦尼克号进行了两次探索。第一次自2003年6月22日至7月2日，在两天内实施了四次潜水，主要目的是评估沉船位置的现状，以及进行科学观察以支持正在进行的研究。先前受到探险者较少关注的船尾部分是这次分析的重点目标。泰坦尼克号上的微生物菌落也是调查的重点。2004年5月27日至6月12日进行了第二次探险，罗伯·巴拉德在发现泰坦尼克号近20年后再次回归。探险队花了11天探索残骸，使用了视频和立体图像进行高分辨率进行测绘。
2005年则有两次探险，为了拍摄影片《鐵達尼號最後解密》，詹姆斯·卡梅隆最后两次回到这里。另一支探险队搜寻了之前未找到的残骸碎片，这成为纪录片《泰坦尼克号的最后时刻：遗失的碎片》的素材。
皇家邮轮泰坦尼克号有限公司分别于2004年和2010年，即第一张完整的碎片区域地图绘制出来的时候，对泰坦尼克号进行了进一步的探索。两艘自主水下载具（一种鱼雷形状的机器人），反复地在尺寸3乘5英里（4.8乘8.0）的碎片地带穿行，进行声纳扫描，并拍摄了超过130,000幅高分辨率图像。这使得碎片地带的详细图象被第一次创造出来，为科学家们了解船只沉没时的力学情况提供了更为清晰的视角。但这次探险遇到了困难，飓风多次经过沉船位置，还将Remora号机器人席卷至一片残骸之中。同年，人们发现了居住在泰坦尼克号锈迹上的一种新细菌，铁达尼盐单胞菌。
游客和科学家们到访泰坦尼克号的活动仍在持续，截至灾难过后的100周年，即2012年4月，共有将近25批次，大约140人在残骸发现后来此参观。 在2012年4月14日（泰坦尼克号沉没100周年纪念日），其残骸受到了2001年联合国教科文组织《水下文化遗产保护公约》的保护。 同月，罗伯·巴拉德，沉船的发现者，宣布了一项保护泰坦尼克号残骸的计划，使用深海机器人为沉船涂抹防污涂料，以使沉船保持在如今的状态。泰坦尼克号沉没100周年纪念日之际，巴拉德宣扬的计划被概述成了一个名为《和鲍勃·巴拉德一起拯救泰坦尼克号》的文档，其中他谈到了如何在沉船上进行涂抹涂料的工作。巴拉德提议使用一种模仿铁锈颜色的配色方案，来为泰坦尼克号进行机器人清洁和重新喷漆，因为他在1986年到访泰坦尼克号时，虽然其在海床上待了74年之久，船只上的原始防污涂料仍旧起效。
Ocean Gate公司於2021年夏季進行名為「鐵達尼號勘測探險」（Titanic Survey Expeditions）的商業性深潛遊覽活動。然而，原計劃預定於2019年進行，後來推遲至2021年夏季。
在2019年8月，一支由探險家和科學家組成的團隊使用深潛器「限制因子號」（DSV Limiting Factor）進行載人乘坐潛水首次進入沉船，這是14年來首次有人進入船艙。並在隨後的八天時間內進行了五次潛水。該團隊使用經過特殊改裝的相機以4K解析度首次拍攝沉船，並進行了專門摄影测量法以創建高度精確且逼真的三維模型。潛水影片被用於使用大西洋製作公司製作的紀錄片，名為《回到鐵達尼號》（Back to the Titanic），於2020年在國家地理頻道播出。
2023年5月，Ocean Gate與大西洋製作公司透過深海測繪技術，成功創建了鐵達尼號殘骸的首個全尺寸數位掃描影像。

#### 2023年泰坦號潛水器事件
2023年6月18日，OceanGate Expeditions營運的泰坦號（Titan）潛水器在紐芬蘭海岸附近的北大西洋失踪。這艘潛水器設計可搭載5人，目的是探訪鐵達尼號殘骸。根據英國廣播公司和其他媒體報導稱，船上共有五名機組成員，包括哈米什·哈丁，潛水器在下水後失去聯繫而失蹤，據信其空氣儲備足夠支撐96小時，當前多個政府機構和深海公司正在提供援助進行救援行動。
6月22日，在搜救行動開展約80個小時後，一架遙控水下探測器（ROV）在距離鐵達尼號殘骸約500公尺處找一片殘骸區。殘骸中包括潛水器的錐形尾部，共分五大塊散落在海床上。救援隊研判潛水器發生了嚴重的內爆，而深海極強的水壓導致乘員幾乎瞬間死亡。

## 船體描述
沉船實體位置距离该船电报员在沉没前发送的坐标相当远。起初发送的坐标是41°44′N 50°24′W / 41.733°N 50.400°W,距残骸20.8英里（33.5）远，随后又发送了正确的坐标41°46′N 50°14′W / 41.767°N 50.233°W，但是精度只有13.2英里（21.2）。泰坦尼克号主要分布在纽芬兰米斯塔肯角西南370英里（600）的两片区域。船首位于41°43′57″N 49°56′49″W / 41.73250°N 49.94694°W，船尾位于以南大约1,970英尺（600）的41°43′35″N 49°56′54″W / 41.72639°N 49.94833°W处。由亞果发现的标记了沉船位置的锅炉，在船尾以东大约600英尺（180），41°43′32″N 49°56′49″W / 41.72556°N 49.94694°W处。
泰坦尼克号残骸的两个主要部分形成鲜明对比，船头保存较为完好，船尾已残破不堪。尽管有14名幸存者作证船在沉没时分裂开来，官方调查却打消了这一证词，并认为该船完好无损。 但是现在证实，泰坦尼克号所受到的压力使其在第二，三烟囱之间发生了断裂。

### 船头
船头部分长度大约470英尺（140），以大约45°的角度下沉。它与船尾的距离是以其每下降6英尺（1.8）便水平向前滑行1英尺（0.30）所致。 在下沉至海底的过程中，烟囱被卷走，将索具与很长一截船舱一起带走。同时沿着船的甲板，撕裂了很多吊柱及其他甲板器材。 前桅也被毁坏，掉到港桥区域。驾驶室已经被冲走，可能由于受到前桅撞击。船头以大约20節（23英里每小時；37每小時）的速度撞击到了海底，扎入到淤泥中大约60英尺（18）深，一直到锚的底部。撞击使得船断成两截并且使其前甲板起重机的下方向下弯曲了大约10°，前伸缩接头下方弯曲了大约4°。在船头撞击海床时，后边脆弱的甲板，即船只断裂的地方，在它们的上方倒下。前面的舱盖也被刮掉，落在船头前几百英尺的地方，可能是由于船头冲击海底时水流被推开所致的力。舰桥附近破坏尤为严重，就如罗伯·巴拉德所言：“它看起来就像被一只巨大的拳头压扁。”船长宿舍的屋顶和体育馆的两边都被挤进去，栏杆向外弯曲，支撑甲板的垂直钢柱弯曲成C形。美國科學及考古作家查理斯·R·佩莱格里诺认为，这是水下冲击的结果，是船头撞向海床时，顺着船头的水流造成的。根据佩莱格里诺的假设，当船头突然停止时，水流的惯性导致了一柱快速移动的水柱，其重量达数千吨，撞击在残骸上方。舰桥的附近。佩莱格里诺解释，船头的大部分内饰被汹涌的水流和沉船突然停止而引发的猛烈的漩涡冲毁。  船头与冰山相撞所造成的损害无法被看到，因为它被埋在淤泥里。

### 内饰
尽管船头的下降和与海底的碰撞对外部造成了破坏，但部分内饰保存相当完好。船头缓慢的水淹速度和相对平缓的下降過程减轻了对内部的破坏。在甲板和E层之间的头等舱主楼梯成為一个空的垂直洞口，为无人水下载具提供了方便的入口。从钢制甲板上垂下来密密麻麻的铁锈与内部积聚的厚重淤泥混杂在一起，使得在残骸中难以寻得方向。
客舱侵蚀严重，因为它们是用松木等易腐烂的软木制造的，仅留下一些电线、照明装置和碎片，间杂些更耐用的东西，如黄铜床架、灯具和大理石台面的盥洗台。门把手、抽屉拉手或推板等木件之所以保存更为完好，是因为金属所释放的电荷会驱走鱼及其他有害生物。而由柚木和桃花心木一类的硬木，即大多数家用家具所用的材料，所制器件则更耐腐蚀。乘客舱室里的盥洗室能够幸免，是因其为钢制结构。
船首部及尾部仅存完好的公共房间是头等舱接待室和餐厅，都在D层上。餐厅大部分都因靠近解体处而倒塌，但最前部是可以进入的，长方形的铅玻璃窗户、桌子底座和顶灯都被保留了下来。带有铅玻璃窗户的接待室和红木镶板仍然完好无损，尽管天花板正在塌陷。地板上有一层厚厚的淤泥。F层上的土耳其浴池在2005年發現的时候仍旧完好，蓝绿色的瓷砖，木雕，青铜台灯和镶嵌的家具得以保留。主楼梯很有可能在沉没过程中摧毁，但是周围的头等舱休息室和电梯入口保留了许多镀金或水晶的台灯，橡木木材，以及橡木框架的支柱。
除了乘客区和船员区，如消防员食堂及宿舍以外，“苏格兰路”(英語：Scotland Road)E層上的一部分，以及在底层甲板的货舱也經過探索。2001年，代号深渊幽灵的探险试图找到威廉·卡特擁有的著名雷诺汽车，但难以区分淤泥和铁锈下的货物。

### 船尾
船尾部分，长350英尺（110），在沉没过程中及落在海底时遭到了灾难性的破坏。其沉没时未被完全淹滿，持续增大的水压造成气穴破裂，使得船体發生內爆。爆炸声非常大，有多名幸存者报告称，船尾沉入海面下大约十秒後傳出爆炸声。2010年的一次探险中的声纳地图数据显示，下沉时船尾像直升机一样发生旋转。 在船尾下沉时，舵似乎翻转了大约30 - 45°的角，导致该部分一路急速盘旋到海底。它可能最先着地，使得大部分的舵都埋在淤泥中，扎入50英尺（15）。甲板各层压在一起，船壳在破碎的部分受到压迫而张开。挤压严重到各层甲板的總高度，即堆积在往复式发动机上边的部分，不足12至15英尺（3.7至4.6）高。单独每层的高度不超过1英尺（30）。
船体表面的大部分似乎在船沉到海底之前就已经脱落。其中一个被认为是来自船上的残片，从船尾分离出来並掉落在附近。水的力量撕裂了船尾的甲板，并把它折了回去。中心螺旋桨完全被掩埋，而力的影响导致了两个翼螺旋桨和轴向上弯曲了大约20°。
船尾中部一个大的V形部分，其自龙骨向上穿过一号锅炉室，一直延伸到第三和第四烟囱的区域，被认为是在船解体时完全破裂的。这是船上最脆弱的部分之一，因为这里存在两个大的开放空间——机舱前部和头等舱船尾主樓梯。该部分的其余残片散落在海底距船尾主体130至260英尺（40至79）处。在2010年测绘沉船点的探险中，甲板室的主要残块（第三烟囱底部）和第三烟囱的碎片尋獲。这表，破裂部分不是單純解体成许多碎片，而是分成了块状，且在第二和第三烟囱之间断裂，而非第三与第四烟囱之间。一号锅炉室中5台锅炉在解体过程中鬆脫，并散落在船尾周围的碎片区域。专家们认为，如此密集的锅炉所在区域标示了船在12000英尺之上海面的爆炸中心。其余的锅炉或许仍在船头部分。

### 碎片地带
泰坦尼克号解体的时候，船体上许多物件和残片散落在海床上。残骸附近有两片碎片区域，每个有2,000—2,600英尺（610—790米）长，在船头及船尾的西南方向延伸。它们大约占据了2平方英里（5.2平方）的地方。大多数碎片分布在泰坦尼克号船尾附近。它由数千件来自船内的物品组成，从溢出的大量煤炭，到手提箱、衣服、软木塞塞住的酒瓶（尽管处于压力之下，却仍完好无损）、浴缸、窗户、盥洗盆、水壶、碗、手镜和许多其他个人物品。碎片地带也包括大量船體本身碎片，而自尾部解体的最大的碎片就在附近。

## 船体现状及其恶化情况

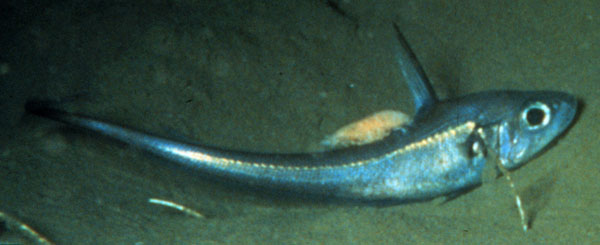
一条鼠尾鳕，是泰坦尼克号周围深海动物群中的典型代表

在泰坦尼克号残骸被发现之前，人们普遍认为它是完整地沉没的，而且人们相信在12000英尺的条件下，这艘船会几乎完好无损。海水温度低至1—2 °C（34—36 °F），光照缺乏，与此同时过高的水压可能导致氧气和盐度水平降低，使得生物无法在残骸上生存。而泰坦尼克将会被完整冻结。然而事实却截然不同，自1912年4月船沉没以来，其状况越来越糟。 伴随着物理、化学和生物的多种反应过程，它逐渐腐烂。残骸位于海底泰坦尼克峡谷中一个起伏的、缓缓倾斜的区域，被西边界流所席卷。洋流不断地流过残骸，冲刷海床，并使得沉积物在船体上逐渐堆积。洋流猛烈而且多变，在船体上逐渐蚀开孔洞。船体受到盐的腐蚀，同时也为电化学腐蚀所影响。
生物是造成腐蚀最严重的因素。过去人们一直认为海洋深处像是一片没有生命的荒漠，但自1980年代中期以来，不断进行的研究发现，海底充满生机，其生物多样性可能足以与热带雨林相匹敌。在1991年IMAX的探险活动中，科学家们为沉船附近发现生物种类之多感到惊异。共有28个物种被发现，包括长达1码（约等于1米）的海葵、螃蟹、虾、海星、以及鼠尾鳕。探险者们还无意间看到了更加庞大的生物。一些生物只在泰坦尼克号附近发现过。2001年詹姆斯·卡梅隆的探险活动中还发现了一种以前未知的海参品种，其颜色为淡紫色，在一侧有一排发光的小孔。一个新发现的食锈菌物种被命名为鐵達尼鹽單胞菌，它会逐渐腐蚀船体。该细菌的发现者Henrietta Mann估测,泰坦尼克号大约会在2025年完全分解。加拿大地球物理学家史蒂夫·布拉斯科（ 英語： Steve Blasco)对此评价道：“残骸已经成为广阔的沙漠中的一片绿洲，一个欣欣向荣的生态系统。” 2016年年中，法国劳厄-朗之万研究所利用中子辐射成像技术，证明了鐵達尼鹽單胞菌利用四氢嘧啶分子来抵抗细胞膜上的由盐水引起的渗透压。新斯科舍省哈利法克斯戴爾豪斯大學的Henrietta Mann和Bhavleen Kaur，西班牙塞维利亚大学研究人员以及其他一些科学家的研究证实，泰坦尼克号的残骸将在2037年之前不复存在，且没有可能将其保存下来。Mann说：“极为不幸的是，因为泰坦尼克号在水下2.3英里处，其很难保存，或者说根本不可能保存。现在只有影片可以保留这段历史了。”“它已经待在那里100年了，但是最终只会在大西洋底部剩下一些锈迹，别无他物。我想泰坦尼克号只余下15到20年的时间了，我不认为它会存在比这更久。”另一些科学家则估测，自2017年算起，泰坦尼克号只能保存不到14年的时间。
散落在船体附近海底的柔软有机物质最先消失，它们被鱼和甲殼動物迅速吞噬掉。以木头为食的软体动物，例如船蛆，大量定居在船的甲板上及内部，并吃掉木制甲板以及家具、镶板、门、楼梯扶手等木制品。食物消耗殆尽之后，它们就会死亡，遗留下鈣質的管腔。沉船处遇难者遗体的问题经常困扰着探险者。1986年罗伯·巴拉德的探险活动中，在对碎片地带进行探险时，他们发现了一双躺在海底的鞋。肉、骨头，以及衣物已被分解，但是鞋皮革中的鞣质耐住了细菌的侵蚀。使得这双鞋成为遗体在此停留的唯一标识。巴拉德认为泰坦尼克号船体深处或许还有骨骼留存，比如轮机舱或三等舱。但科学家们对此存在争议，他们估计在1940年代早期，这些尸体就已经完全消失。
在一些情况下，软体动物和食腐动物不食用有机物。船上或者碎片地带的一些木制物件没有被分解掉，尤其是柚木制品，致密的木材抵御住了蛀虫的侵蚀。 主楼梯上的头等舱接待室依旧完好无损，地板上的残骸中，家具依然可见。尽管大多数走廊的墙壁都被剥落，但是许多舱室的家具依旧在原来的位置上，在其中一间船舱中，床垫仍在床上，后边还有一个完好无损的梳妆台。 罗伯·巴拉德认为，在船体内部或被掩埋在碎片下的区域，食腐动物无法到达，可能仍有人类遗骸。 2001年查尔斯·佩莱格里诺下潜至泰坦尼克号时，在从碎片地带找到的一个汤盖碗底部，发现了一根戴着残存婚戒的手指骨。 在下一次潜水时，它被送回了海底。

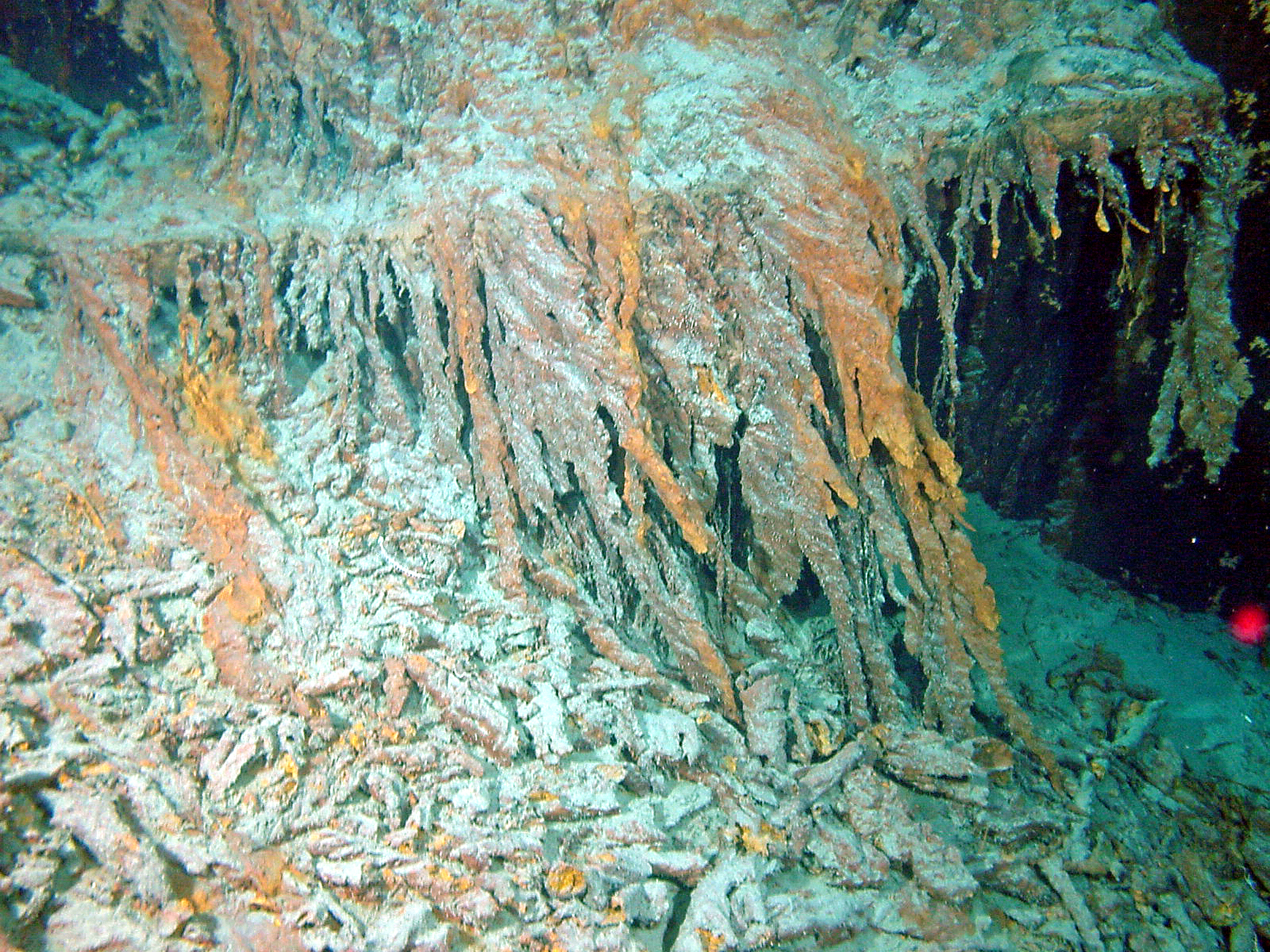
2003年泰坦尼克号船体上的锈迹。

泰坦尼克号上居住时间最长的可能是寄居在金属船体上的细菌和古菌。正如巴拉德所言，它们产生了钟乳石状下垂数英尺的红褐色铁锈，就像针锥状的冰柱一样。被他称之为“锈（rusticle）”的结构非常脆弱，一旦被触碰，就会在一团粒子云中消散。 细菌腐蚀船体中的铁，将其氧化，只留下废弃物铁锈粉末。为了保护自己免受海水影响，它们分泌出一种随重力作用而流动的酸性粘液，其中携有铁氧化物和氢氧化物。这些构成了铁锈。 当科学家们对其进行研究时，人们发现它远比想象的复杂得多，复杂的根系渗透到金属、内部孔洞、纤维束、气孔和其他结构中。查尔斯·佩莱格里诺评论道，它们看起来更像是“在海绵或苔藓中发现的组织和动植物王国的其他成员”。根据预测，细菌以每分钟4.4盎司（120克），每小时17磅（7.7），每天400磅（180）的速度侵蚀着船体。微生物学家罗伊·科利莫尔估计，现在仅在船首就有大约650吨的铁锈，而且在200年以内，百分之五十的船体将被分解掉。
自1985年泰坦尼克号的残骸被发现以来，船体周围的海洋生态系统已经发生了根本性的改变。1996年探险记录显示，蛇尾海星与海参相较于1985年巴拉德探险时期增加了75%，海百合与海鞘已在整片海底扎根。红磷虾开始出现，一种不知名的生物在海底的黑色鹅卵石上建造了无数的巢穴。铁锈数量大为增加。令人奇怪的是，同一时间尺度上，同样的事情也发生在了德国战列舰俾斯麦号的残骸上，它沉于大西洋彼侧4,791（15,719英尺）深的海底。在船附近的泥土中发现了数以百计的不同动物物种。泰坦尼克号周围生物的突然爆发可能是从海面掉落的营养物质不断增加有关，也可能是人类过度捕捞消除了其他本会消耗营养的鱼类。
许多科学家，包括罗伯·巴拉德，都担忧游客搭乘潜水器造访及文物打捞会使残骸被更快分解。自船只沉没以来，水下细菌就在蚕食泰坦尼克号的钢铁，并将其转化为铁锈。但由于游客造成的额外伤害,美国国家海洋和大气管理局估计,该船的船体和结构可能在未来50年内崩溃掉并散落在海底。 最近几年来，散步甲板情况已经严重恶化，部分原因是潜水器在船上着陆造成的损坏。桅杆几乎完全损毁，钟和铜灯都脱落殆尽。其余损坏还包括船头的一条裂缝，在那里曾标有 Titanic 字样，将船的木轮固定在一起的黄铜遥控传动装置一部分已经扭曲不堪，桅杆了望台已完全损坏。1995年詹姆斯·卡梅隆探险前往拍摄《泰坦尼克》的镜头时，造成了一些更为严重的破坏。探险队使用的一艘和平号潜水艇与船体相撞，二者都受到损害，潜艇螺旋桨残片散落在上层建筑周围。船长史密斯的舱室外壁倒塌严重，机舱内部暴露无遗。

## 所有权
1985年，泰坦尼克号的发现引发了一场关于沉船本身及其内部和周围海底贵重物品所有权的争论。巴拉德和他的队员并没有从沉船中打捞出任何物品，因为这样的行为无异于盗墓。自那时起，他就强烈主张这些东西不应受寻宝者打扰。他说道，深海潜水器的发展“使得这些深海的大金字塔对人类来说不再触不可及……他即可以像埃及的盗墓者一样掠夺一番，也可以保护它们，让其世代与我们相伴。” 然而，在残骸发现不到两周后，一家英国保险公司便声称残骸属于它们，并宣布了更多打捞的计划。一名比利时企业家则推出25,000美元一人的泰坦尼克号之行。
在巴拉德的呼吁下，北卡罗来纳的国会议员沃尔特·B·琼斯于1986年在美国众议院提案了《泰坦尼克号海事纪念法案》。该法案呼吁引入严格的科学指导方针来规范泰坦尼克号的探索和打捞工作，并敦促美国国务卿游说加拿大、英国和法国通过类似法案。它在众议院和参议院以压倒多数获得通过，并于1986年10月21日由罗纳德·里根总统签署成为法律。然而，由于沉船位于美国水域之外，该法案一直无法生效，该法案于1998年被位于诺福克的美国弗吉尼亚东区联邦地区法院搁置。尽管四国之间在1997年至2000年进行了磋商，但最终达成的《关于皇家邮轮泰坦尼克号沉船的协议》仅有美国和英国批准。

### 诉讼与争议
在巴拉德发现泰坦尼克号残骸后不久，曾于1980年代早期搜寻泰坦尼克号未果的杰克·格里姆宣称，他拥有残骸的所属权，理由是他据称第一个发现了泰坦尼克号。 他宣布自己打算开始打捞船体。他还说道：“我不能看着它就在那里躺着，渐渐被海底吸收。况且，打捞一堆扭曲的钢铁又会对其造成什么损害呢？”
1987年，位于康涅狄格州的财团泰坦尼克投资公司(Titanic Ventures Inc.)与IFREMER共同发起了一项调查和打捞行动。 这次行动引发了强烈的抗议，某种程度上是因为它对沉船造成了破坏。当从桅杆上拉下瞭望台的时候，瞭望台发生了坍塌。Eva Hart，一位泰坦尼克号幸存者，直言不讳地谴责了这种如同对集体坟墓进行劫掠的行为:“把这些东西从一个巨大的海洋坟墓里拿出来，仅仅是为了赚取几千英镑，这表现出了可怕的麻木和贪婪。这座坟墓应当不被打扰。而这些人的行为有如赏金猎人、秃鹫、海盗一般！”
1987年10月28日，一档由特利·薩瓦拉斯主持的名为《回到泰坦尼克号现场》(Return to the Titanic Live)的豪华电视节目在巴黎科学与工业城开播，加重了公众的忧虑。在直播观众面前，一只发现自海底的手提箱被打开，展示出许多明显属于理查德·L·贝克威思的私人物品，他来自于纽约，在事故中幸存了下来。另外一只保险箱也被打开，里边有一些纪念品和潮湿的钞票。一位评论人士如此评论这一事件，“毫无怜悯心、缺乏尊严和手腕，沾染了媒体事件的所有表面特征。” 纽约时报的批评家约翰·科里称这件事是“结合了神圣与世俗，还有一些彻头彻尾的愚昧。”保罗· 海耶尔评论说，这场节目“就像呈现了一场深海的脱衣舞”，“（萨瓦拉斯）憔悴不堪，他错过了几条线索，还差点被椅子绊倒”。在节目播出后，有人声称保险箱是事先打开的，该节目实际上是一场骗局，因此更加争议不断。
与此同时，1992年，Marex-Titanic股份有限公司成立，以发起对泰坦尼克号的探险活动。该公司是田纳西州孟菲斯的国际海上救助公司 Marex International 的子公司，CEO是詹姆斯·科勒。1992年，Marex公司起诉泰坦尼克投资公司，试图夺取对文物和沉船的控制权，该公司声称后者自1987年探险以来从未没有返回残骸，故而已经放弃了所有权。它声称，由于一个药瓶和一些船体碎片是由Marex搜索到的，所以自己具有优先打捞权。同时Marex派出一艘研究船“海蚌号”前往，进行自主的打捞工作。 然而，Marex的文物被指是1991年俄美加联合探险队非法取回的。因此Marex收到临时禁令，禁止其执行它的计划。1992年10月，该禁令被永久执行，同时泰坦尼克投资公司的打捞声索得到支持。这一决定后来被上诉法院推翻，但未恢复Marex的索求。即便如此，泰坦尼克投资公司对1987年来发现的文物的掌控仍是一个问题，直到1993年，设备运输旅游部海事办公室（the Office of Maritime Affairs of the Ministry of Equipment, Transportation, and Tourism）的一名法国行政人员授予了该公司文物所有权。
1993年5月，泰坦尼克投资公司将其在打捞权和文物所有利出售给了皇家邮轮泰坦尼克号公司，一家乔治·塔洛克与阿尼·盖勒治下的美国第一展览公司的子公司。必须要经过一段艰苦的法律程序才能使得自己被承认为沉船的唯一打捞者。它的声明遭到了泰坦尼克号先前的保险公司，利物浦与伦敦汽船保赔协会（Liverpool and London Steamship Protection and Indemnity Association）的反对，但最终得以解决。1994年6月7日，美国弗吉尼亚东区联邦地区法院授予其船只的所有权和打捞权，该裁决宣布该公司为残骸的“救助及占有方”。
近年来诉讼仍持续不断。 2004年2月12日的一项诉讼中，皇家邮轮泰坦尼克公司向美国地区法院提交请求，要求依据打捞物法授予它所有文物（包括船体的一部分）的所有权‘或代之为2.25亿美元的打捞奖赏。后其虽取消了对1987年发现的文物所有权的申请，但它要求地区法院依照法国行政诉讼结果宣布，“1987年探险队得到的文物属RMST独立拥有。”听证会过后,地区法院于2004年7月2日开始受理。其拒绝承认1993年法国的行政诉讼结果,并拒绝了该公司依据海事法而对1993年以来发现物品所有权的索求。
皇家邮轮泰坦尼克公司又向美国联邦第四巡回上诉法院提起上诉。在其2006年1月31日的判决中，法院明确海事救助法（maritime salvage law）适用于诸如泰坦尼克号这样的具有历史意义的沉船，并否认海事发现法（the Maritime Law of Finds）对其适用。法院还裁定，地方法院对1987年的文物缺乏管辖权，因此，法院2004年7月2日的命令中的一部分被撤销。换句话说，根据这一裁决，皇家邮轮泰坦尼克公司获得了法国所裁决的物品所有权（价值16.5亿美元），并得以继续打捞和占有泰坦尼克号残骸。上诉法庭将案件发回地方法院，以确定补偿金额，而该公司要求的赔偿金额为225万美元。
2009年3月24日，据透露，自沉船中打捞的5,900件文物将由美国地区法官决定去向。法院随后于2010年8月12日和2011年8月15日做出了两项裁决。2009年，法官判决皇家邮轮泰坦尼克公司拥有这些文物，同时还决定建立一个监控系统监视该地点将来的活动，以应对残骸的状况。2010年8月12日，法官丽贝卡·比奇·史密斯授予皇家邮轮泰坦尼克公司这些文物合理的市场价值，但她推迟了对其所有权以及保存、处置、展览条件的裁决，直至做出进一步决定。2011年8月15日，史密斯法官授予泰坦尼克号公司数千件文物的所有权，这些文物先前未能依照法国法院关于第一批打捞文物的裁决而为公司拥有。但泰坦尼克号公司要对这些物品的保存和处置情况进行详细的说明。这些文物只能卖给一家遵守诸多条件与限制的公司。皇家邮轮泰坦尼克公司可以通过展出这些文物获利。
皇家邮轮泰坦尼克公司曾试图获得失事地点的独家探访权。1996年，该公司发起一项诉讼，称其“拥有对泰坦尼克号残骸及沉船地点拍摄所有类型照片的独家权利”。1998年，它又发起另一项针对英屬維爾京群島的深海探险公司(Deep Ocean Expeditions)和企业家克里斯·哈弗的诉讼，这家公司旨在以每人3.2万美元的价格（现为6万美元）组织泰坦尼克号旅行。1999年3月，美国第四巡回上诉法院推翻了这一判决，该法院裁定，海事救助法中的专有权利不包括观看、参观和拍摄沉船。法院指出，泰坦尼克号残骸位于国际公共水域，而非所有者可以进行限制的私人或管制场所。授予这种权利也会产生反向激励。因为打捞的目的本是进行打捞作业，将物品放在适当的地方，以便人们对其进行拍照，而这些行为与打捞目标背道而驰。

### 保护问题

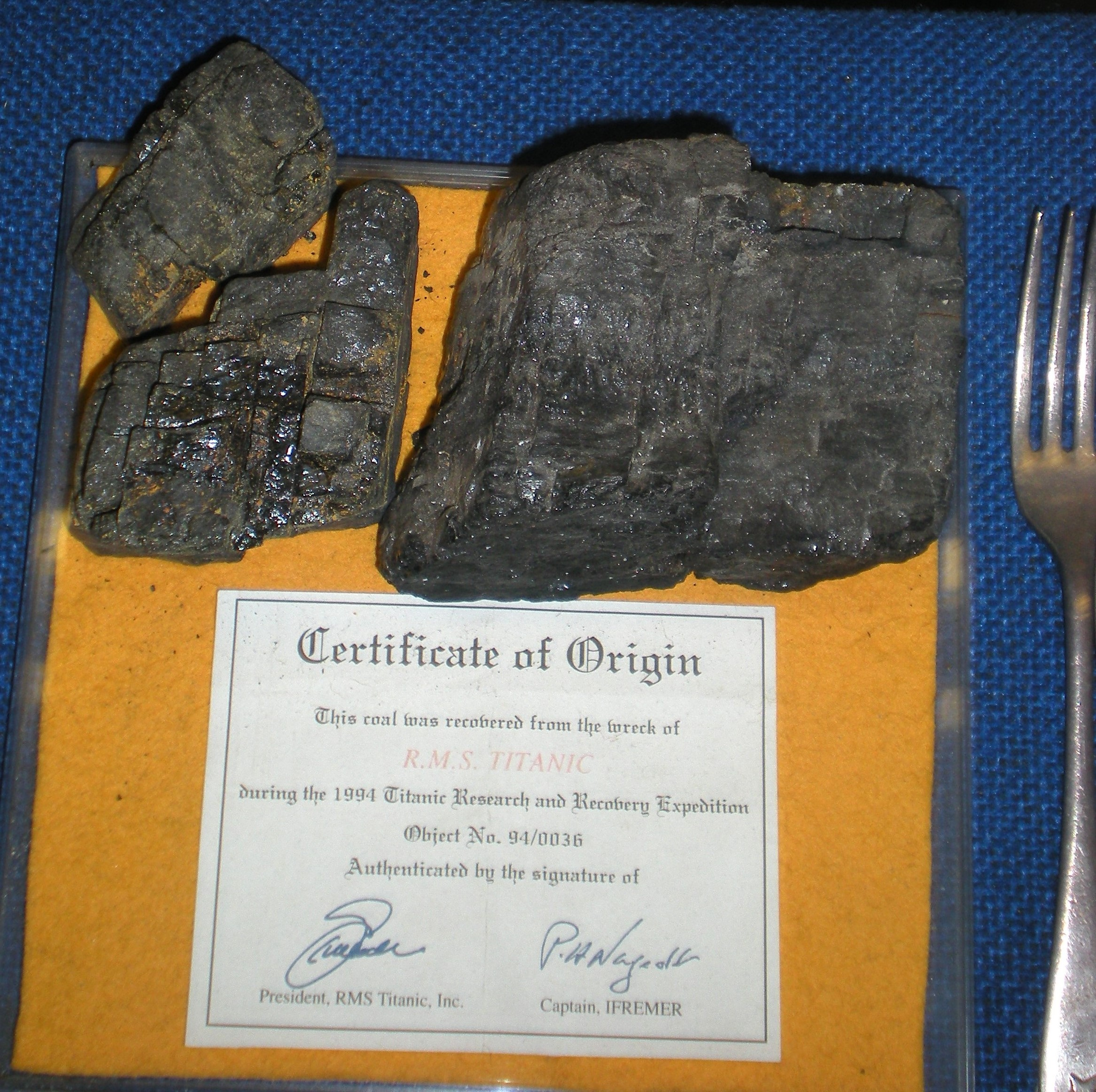
在泰坦尼克号上搜索到的煤块，在争议中由皇家邮轮泰坦尼克号有限公司售出。

皇家邮轮泰坦尼克号公司因其对泰坦尼克号的做法而引发了相当大的争议。残骸发现之后，形成了两个对立的阵营:“自然资源保护者(conservationists)”,以皇家邮轮泰坦尼克公司的乔治·图洛克（2004年去世）为首，和“保护主义者(protectionists)”，其中最著名的支持者是罗伯·巴拉德。前者认为应打捞并保存残骸周围的文物，而后者则认为整个区域作为一个集体墓穴，不应被打扰。然而皇家邮轮泰坦尼克公司并没有坚持其宣称的“不干涉”政策，在打捞大钟的过程中设法拆除了“泰坦尼克号”的瞭望塔。它的前身泰坦尼克投资公司与IFREMER达成协议，不会出售任何文物，但会将它们公开展出，并收取入场费。
但是塔洛克的方法实现了其他方式无法达成的结果。1991年，他向一位96岁的幸存者伊迪丝·布朗·海斯曼赠送了发现自海底的她父亲的怀表。他们之间的最后一面在1912年4月15日，当他的妻儿登上14号救生艇时，他向她们挥手告别。她们再也没有见过他，或许他已随船一起沉没。这只手表被终生借给海斯曼，当她四年后去世时，它又被皇家邮轮泰坦尼克公司收回。另外，碎片地带发现的一个行李箱中包含三件乐器，一副扑克牌，一本属于霍华德·欧文的日记以及一捆来自其女友Pearl Shuttle的信件。 人们最初认为，身为音乐家和职业赌徒欧文，是用假身份登上这艘船的，虽然他买了一张票，但他并不在乘客记录中。后来发现他待在岸上，他的箱子是被朋友亨利·苏特霍尔带上船的，而亨利也是遇害者之一。由于箱子内部缺氧，使得细菌无法侵蚀纸张而得以留存。很少有其他沉船能够保留下可读的纸张。
另一方面，皇家邮轮泰坦尼克公司巨额商业化的方法一再引起争议，许多人认为，打捞泰坦尼克号是一种天生不敬的行为。沉船遗址被称做“坟墓和圣骨匣（tomb and a reliquary）”“1500名亡者的墓碑（gravestone for the 1,500 people who died）”和“神圣之地（hallowed ground）”。泰坦尼克历史学家约翰·伊顿和查尔斯·哈斯认为，打捞者不过比“掠夺者和不切实际的打捞专家”好过一点，而其他人则直接把他们描述为“盗墓者”。尽管探险队的科学及财政领导者无法干涉节目内容，电视节目《回到泰坦尼克号现场》仍受到广泛谴责，被称作有如马戏团一样。另外，该公司出售了大约80,000块从碎片地带打捞的煤块，以资助传闻中的吊装船体“大块”的1700万美元花费。该公司还试图绕过与IFREMER签订的不出售协议，向新所有者收取25美元担任监管者的费用，借此声称这些煤块实际上并没有被出售。这引起了各方的强烈批评。即便如此，1999年，塔洛克被该公司的股东罢免，并由阿尼·盖勒取而代之，后者承诺采取更积极的方式实现盈利。而该公司则宣称它拥有销售打捞到的黄金，硬币和货币的“绝对权利”。美国的法院下达法院指令，叫停了这种做法，IFREMER终止与其合作并撤回了潜水器，同时威胁其将提起诉讼。

## 泰坦尼克文物展览

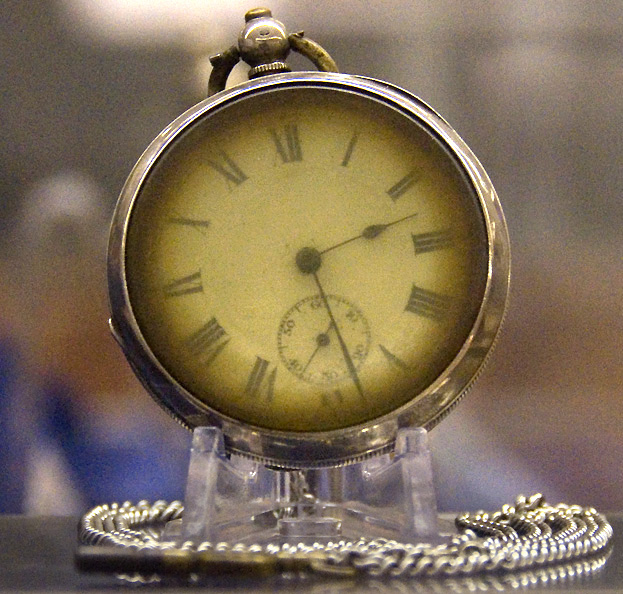
来自一位未知遇難者的怀表，在它的主人落水之后不久，它永远地停驻在了02:28

来自泰坦尼克号的物品已被展出了许多个年头，尽管只有一小部分是在1985年残骸被发现之前展览的。新斯科舍省哈利法克斯的大西洋海事博物馆拥有由加拿大研究船在海里发现自受害者遗体的木制残片，一个完整的帆布躺椅以及其他收集品。许多其他博物馆，包括英国格林尼治的國家航海博物館，南安普敦的海洋城市博物馆都有幸存者及遇害者亲属捐赠的物品，其中一些是自受害者遗体打捞出来的。利物浦默西塞德郡海事博物館及马萨诸塞州斯普林菲尔德印度果园的泰坦尼克历史社团的博物馆则有更多捐赠的相关文物。后者收集了诸如百万富翁約翰·雅各·阿斯特四世之妻瑪德琳·阿斯特所穿夹克这一类物品。在泰坦尼克号沉没之前，船体上的一根铆钉被带走，一个从未使用的结冰信号装置，餐厅的菜单和头等舱的地毯样品都被拿走。
皇家邮轮泰坦尼克公司在世界各地组织了大型展览，展出自失事地点打捞的文物。在巴黎及斯堪的纳维亚举行的小型展览之后，1994 - 1995年，在英国國家航海博物館举行了第一次大型文物展。其受到了广泛欢迎，在为期一年的展览期间，平均每周吸引2.1万名游客。此后，该公司在内华达州拉斯维加斯的卢克索酒店和赌场举办了一场泰坦尼克号文物大型永久展览。面积25,000平方英尺（2,300平方）的展厅展览了1998年打捞的的大塊頭，以及行李，泰坦尼克号的汽笛，地砖和一瓶未打开的香槟酒等完好物品。 这次展品还包括了一个全尺寸的泰坦尼克号主楼梯的复制品和部分散步甲板，甚至还有一个冰山的模型。其还举办了一个名为泰坦尼克文物展的巡回展览，在世界各地各个城市都有展出，参观人数超过2000万。该展览通常为期6至9个月，展出的内容包括船上的文物，原样再现的船只，乘客和船员，以及这场灾难本身。与华盛顿的美国大屠杀纪念博物馆相似，在展览开始时，参观者会扮演一位乘客并获得一份登船证。直到最后，他们才会看到被分配乘客的命运。

## 延伸阅读
- Ballard, Robert D. . National Geographic. Vol. 168 no. 6. December 1985: 696–719. ISSN 0027-9358. OCLC 643483454.
- Ballard, Robert D. . National Geographic. Vol. 170 no. 6. December 1986: 698–727. ISSN 0027-9358. OCLC 643483454.
- Ballard, Robert D. . National Geographic. Vol. 172 no. 4. October 1987: 454–463. ISSN 0027-9358. OCLC 643483454.